# Людські ресурси
Людські́ ресу́рси, також часто HR (від англ. human resources) — сукупність робітників з кваліфікацією до розробки або підтримки продукту або сервісу.

## Загальний огляд

### Походження терміна
Економіст Джон Коммонс використав термін «людський ресурс» в своїй книзі 1893 року Розподіл багатств (англ. The Distribution of Wealth), але далі його не розвинув. Поняття «людського ресурсу» було у вжитку впродовж 1910-20-х років у тому розумінні, що робітників сприймали як вид капітальних активів. Уперше в сучасному розумінні поняття «людського ресурсу» використав економіст Едвард Бакке у своїй доповіді 1958 року.

### Поняття на практиці
Корпорації традиційно бачили робітників, як активи підприємства, чия вартість збільшується за допомогою подальшого тренування та розвитку. Компанії зазвичай застосовують широкий діапазон методів управління персоналом, щоб капіталізувати ці «людські активи».
При управлінні людськими ресурсами зазвичай беруть до уваги три основні речі:
1. Демографія: характеристики населення/робочої сили, наприклад, вік, стать або соціальний статус. Ці показники можуть вплинути на розмір пенсії, умови страхування тощо.
2. Різноманітність: розподіл серед населення/на робочому місті. Захисники «різноманітності на робочому місті» стверджують що вона є відбитком структури самого суспільства з точки зору раси, статі, сексуальної орієнтації тощо.
3. Уміння та кваліфікація: коли промисловість переходить від ручної праці до більш пов'язаної з управлінням, зростає потреба у висококваліфікованих випускниках вишів. Якщо ринок робочої сили «обмежений» (наприклад, не вистачає працівників, щоб виконувати якусь роботу), то роботодавці мусять змагатися за працівників, пропонуючи їм фінансову винагороду, вкладаючи гроші в їх добробут тощо.